# 乔凡尼·德·美第奇
乔凡尼·迪比奇·德·美第奇（Giovanni di Bicci de' Medici，1360年2月18日—1429年2月20日） （页面存档备份，存于） ，著名的佛罗伦萨美第奇王朝的创始人，是“国父”科西莫·德·美第奇的父亲，也是“华丽者”洛伦佐·德·美第奇的曾祖父。
乔凡尼生于佛罗伦萨一个并不富裕的家庭，他的父亲死后留下了一个寡妇和五个儿子，所以乔凡尼分得的遗产很少。
乔凡尼显得对政治不怎么感兴趣，除非和银行或他本人有关。有时他宁愿付罚款，也不愿去佛罗伦萨政府服务，不过尽管如此乔凡尼还是当过一任的正义旗手。
乔凡尼是跨国经营的先驱，他的家族银行分行遍布整个北義大利城邦。1410年，乔凡尼压了重注在教宗回归罗马一事上，结果他赌赢了。为了答谢乔凡尼的帮助，继任的教皇们都委托美第奇银行经营自己的财产。同时乔凡尼还得到包税合同和许多明矾矿的经营权。乔凡尼的努力使美第奇成为欧洲最富有的家族，也逐渐在文化和政治领域崭露头角。

## 后代
- 科西莫·迪·乔凡尼·德·美第奇（Cosimo di Giovanni de' Medici）
- 洛伦佐·迪·乔凡尼·德·美第奇（Lorenzo di Giovanni de' Medici）